# Dummy Hoy
Pour les articles homonymes, voir Hoy.
William Ellsworth Hoy (né le 23 mai 1862 au Comté de Hancock en Ohio - décès le 15 décembre 1961 à Cincinnati en Ohio) est un ancien joueur de champ extérieur américain de la Ligue majeure de baseball et il est un des sourds sportifs plus connus aux États-Unis.

## Biographie

### Enfance
Ses parents, Rebecca Hoffman et Jacob Hoy ont 5 enfants: 4 garçons Smith, Frank, et John, William ainsi qu'une fille Ora. William est devenu sourd à cause d'une méningite à l'âge de trois ans. Il étudie à l'école Ohio School for the Deaf et a obtenu un diplôme.

### Carrière

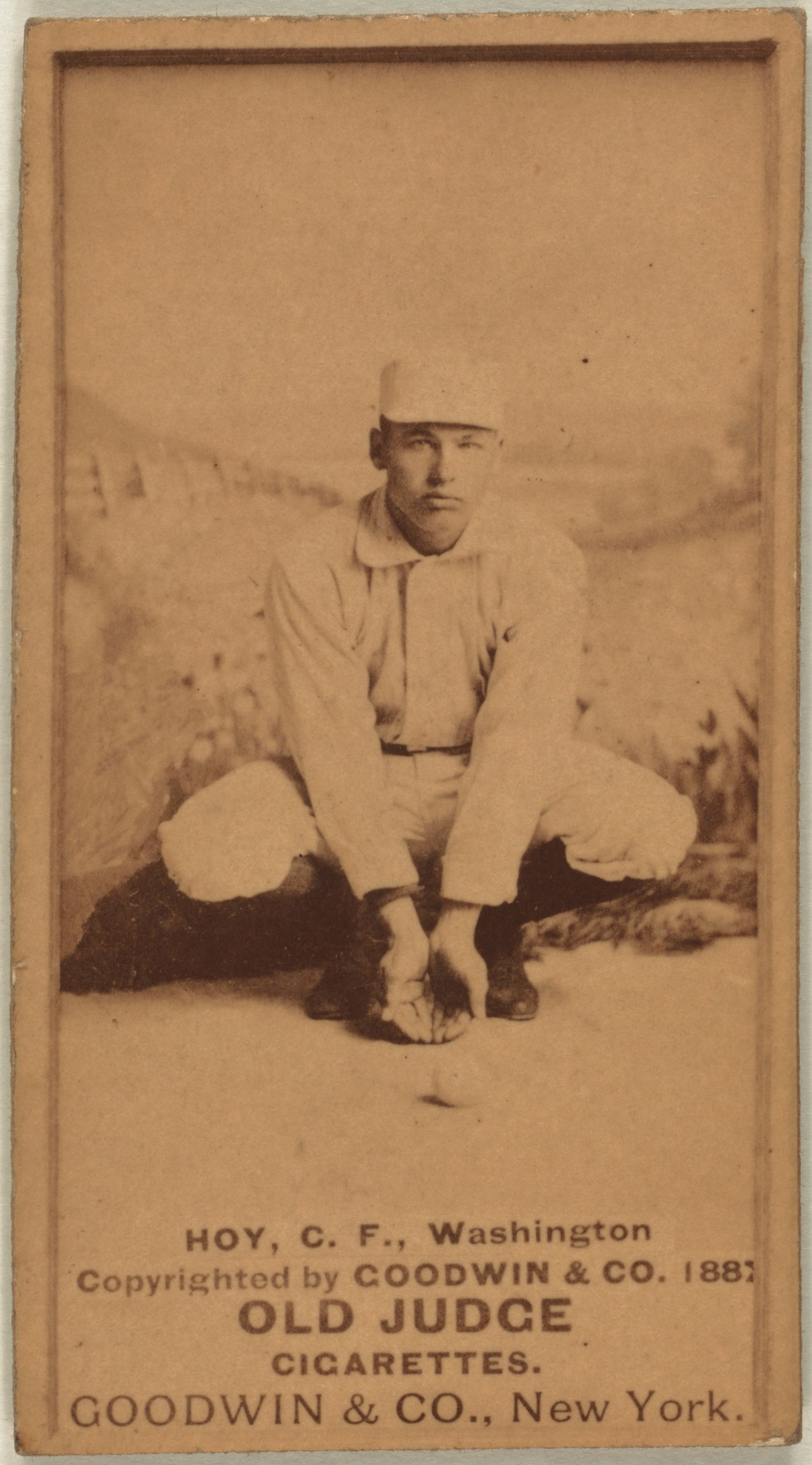
Carte de baseball de Dummy Hoy.

En 1888, il s'engage au club Washington Nationals qui joue dans la Ligue nationale, William est devenu le troisième joueur sourd dans les ligues majeures, après deux lanceurs sourds: Ed Dundon et Tom Lynch.

### Vie privée
Le 26 octobre 1898, Hoy a épousé Anna Maria Lowry, sourde. Anna Maria est le professeur de l'école Ohio School for the Deaf. Ils ont eu six enfants (Carson, Carmen, Clover, Custer, Cosmo & Castle) dont deux mort-nés et un autre ayant succombé de la grippe espagnole. Ses enfants ont de beaux parcours: Carson Hoy est un juge de l'Ohio, Carmen and Clover sont professeurs.
Le 24 septembre 1951, Dummy perd sa femme Anna Maria Lowery Hoy morte à cause d'une maladie.
Dummy est mort le 15 décembre 1961 à l'âge de 99 ans.